# Zdobycie Recife
Zdobycie Recife – starcie zbrojne, które miało miejsce w roku 1630 w trakcie holendersko-portugalskiej wojny kolonialnej.
W lutym 1630 r. flota Holenderskiej Kompanii Zachodnioidyjskiej (70 okrętów, 7 000 ludzi) popłynęła w kierunku brazylijskiej kapitanii Pernambuco. Po dotarciu na miejsce, Holendrzy zbombardowali miasteczko Recife, którego załoga odmówiła kapitulacji. Na wieść o zdobyciu przez przeciwnika Olindy, dowódca obrońców Recife Matiasa de Albuquerque, nakazał zniszczenie magazynów, obawiając się zdobycia ich przez Holendrów. W pożarze zniszczonych zostało także 30 holenderskich okrętów stojących w porcie. Walki trwały do dnia 1 marca w którym to Holendrom przy pomocy artylerii okrętowej udało się zająć Recife.